# 2004年夏季殘疾人奧林匹克運動會中國澳門代表團
澳門代表團於2004年9月17日至28日以「中國澳門」的名義前往希臘雅典參加第12屆夏季帕拉林匹克運動會；這是澳門自1988年首次參加夏季殘奧會以來，第5次在夏季殘奧會亮相。文成傑作為中國澳門代表團此次參賽的唯一選手，參加男子100米項目。